# Hina (Göttin)

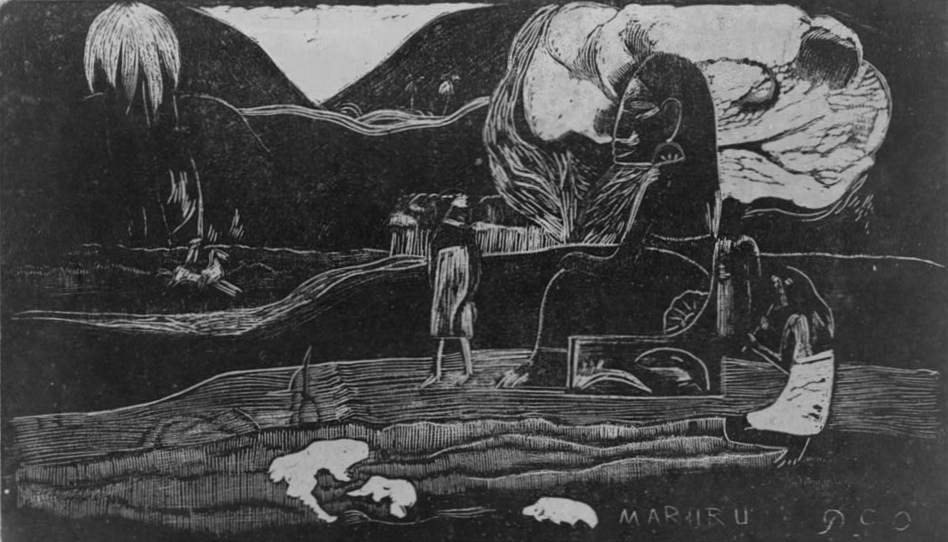
Maruru: Dankesopfer für die tahitische Göttin Hina. Holzschnitt von Paul Gauguin (1894).

Hina ist der Name für eine Reihe von polynesischen Gottheiten. Der Name Hina bezieht sich in der Regel auf eine mächtige weibliche Kraft (typischerweise eine Göttin oder Anführerin), die Herrschaft ausübt. Einige Varianten des Namens Hina sind Sina, Hanaiakamalama und Ina. Selbst innerhalb einer einzigen Kultur kann sich Hina auf mehrere Göttinnen beziehen, und die Unterscheidung zwischen den verschiedenen Identitäten ist nicht immer klar. In der hawaiischen Mythologie wird der Name in der Regel mit Wörtern verbunden, die die Göttin und ihre Macht erklären oder identifizieren, wie z. B. Hina-puku-iʻa (Hina, die Meeresfrüchte sammelt), die Göttin der Fischer, und Hina-ʻopu-hala-koʻa, die alles Leben im Riff geboren hat.
Hina ist in den verschiedenen polynesischen Religionen auch heute noch eine bedeutende Figur und die dazu gehörenden Geschichten dienen als Traditionen, die Polynesien und insbesondere die Hawaiʻi-Inseln vereinen.

## Neuseeland
Bei den neuseeländischen iwi gilt Hina in der Regel entweder als die ältere Schwester oder als die Frau von Māui.
Die häufigste Geschichte, die Hina als Frau von Māui darstellt, erzählt von Te Tunaroa, dem Vater aller Aale, der einst das Wasserbecken besuchte, in dem Hina badete. Eines Tages, als Hina gerade ein Bad nahm, rieb sich der Aal-Gott an ihr. Dies geschah über mehrere Besuche hinweg, bis Te Tunaroa so dreist wurde, dass er sich an den Genitalien von Hina rieb und sie belästigte.
Als Māui davon erfuhr, griff er Te Tunaroa an und zerschnitt seinen Körper in Stücke. Der Schwanz landete im Meer und wurde zum Meeraal, während das andere Ende als Süßwasseraal in den Sümpfen landete. Kleinere Teile wurden zu Neunaugen und Schleimaalen.
Es gibt eine Reihe von Geschichten, in denen Hina die ältere Schwester von Māui ist. Einige iwi sagen, dass es Hina war, die Māui lehrte, die Seile zu flechten, die zum Einfangen der Sonne benötigt wurden, wobei sie eine Strähne ihres eigenen heiligen Haares verwendete, um den Seilen übernatürliche Kraft zu verleihen. Diese Legende verweist auf den wichtigen rituellen Status, den ältere Schwestern in der traditionellen Gesellschaft der Māori innehatten.
Hina wurde mit den Mondphasen unter den Namen Hinatea (Schöne Hina) und Hinauri (Dunkle Hina). Der Mond ist auch unter dem Namen Māhina bekannt.
Ursprünglich war Hinatea (Schöne Hina) mit einem Mann namens Irawaru verheiratet. Während eines Angelausflugs ärgerte Irawaru Māui, dem es nicht gelungen war, einen großen Fisch zu fangen. Aus Rache griff Māui Irawaru an, als sie ans Ufer zurückkehrten, und stieß seinen Schwager unter den Kiel ihres Kanus, wobei er ihm den Rücken und andere Knochen brach. Irawaru wurde in einen Hund (kurī) verwandelt, von dem eine Rasse als Irawaru bekannt war.
Als Hina hörte, was Māui getan hatte, stürzte sie sich ins Meer, starb aber nicht, sondern wurde über die Wellen nach Motutapu (Insel des Kapu) getragen. Ihr Name wurde aufgrund ihrer düsteren Stimmung in Hinauri geändert. Schließlich wurde Hinauri von den Bewohnern von Motutapu willkommen geheißen und in das Haus von Häuptling Tinirau, dem Gott der Fische, gebracht und wurde seine neue Frau. Die bestehenden Ehefrauen waren eifersüchtig und versuchten, Hinauri anzugreifen, aber mit Hilfe ihrer übernatürlichen Kräfte tötete Hinauri die anderen Ehefrauen von Tinirau und wurde so zur obersten Ehefrau.
Hina war die Mutter von Tuhuruhuru, für den das rituelle Initiationsritual von den tohunga Kae durchgeführt wurde. Nachdem dies geschehen ist, leiht Tinirau Kae seinen Hauswal, um ihn nach Hause zu bringen. Trotz strenger gegenteiliger Anweisungen zwingt Kae den Wal, Tutunui, ins seichte Wasser, wo er strandet und von Kae und seinen Leuten getötet, gebraten und gegessen wird. Als Tinirau davon erfährt, ist er wütend und schickt Hinauri mit einer Gruppe von Frauen (oft sind es Tiniraus Schwestern), um Kae zu fangen. Die Schwestern führen unanständige Tänze auf, um ihn zum Lachen zu bringen, damit sie seine schiefen Zähne sehen können. Dann singen die Frauen ein Zauberlied, das Kae in einen tiefen Schlaf versetzt, und tragen ihn zurück nach Motutapu. Als Kae aus seinem Schlaf erwacht, befindet er sich in Tiniraus Haus. Tinirau verhöhnt ihn wegen seines Verrats und tötet ihn (Grey 1970:69, Tregear 1891:110).

## Mangaia
Ein Mädchen namens Hina-moe-aitu („Hina-schläft-mit-einem-Gott“) badete gerne in einem Teich, in dem viele Aale lebten. Eines Tages, als Hina badete, verwandelte sich einer der Aale in einen jungen Mann. Hina nahm ihn als ihren Geliebten an. Sein Name war Tuna.
Nachdem sie eine Weile zusammen waren, erzählte Tuna Hina eines Tages, dass es am nächsten Tag einen großen Regenschauer geben würde. Er würde in seiner Aalgestalt auf die Schwelle ihres Hauses gespült werden. Wenn dies geschehe, sagte Tuna, solle Hina ihm den Kopf abschlagen und ihn vergraben, und dann regelmäßig die Stelle besuchen, an der der Kopf vergraben worden war.
Hina gehorchte Tuna und kehrte regelmäßig an die Stelle zurück, an der sie seinen Kopf vergraben hatte. Nach vielen Tagen sah sie an der Stelle einen Trieb sprießen. Ein weiterer Trieb erschien, und die beiden Triebe wuchsen zu einem Paar Kokosnussbäume heran – die ersten Kokosnussbäume, die der Menschheit bekannt waren.
In der Mangaian-Tradition wird das weiße Fruchtfleisch der Kokosnuss „Thunfischhirn“ genannt, und es heißt, dass man ein Gesicht sehen kann, wenn man die Schale einer Kokosnuss betrachtet.

## Tuamotu und Tahiti
Eine Zeit lang lebte die Göttin Hina als Frau von Te Tuna, dem Gott der Aale. Doch sie wurde seiner überdrüssig und beschloss, die Liebe woanders zu suchen. Als sie Tuna sagte, dass sie ihm ein köstliches Essen besorgen würde, verließ Hina ihn und ging an Land.
Hina zog von Ort zu Ort, um einen Liebhaber zu finden. Aber alle Männer, die sie traf, hatten Angst, Tunas Frau zu nehmen, weil sie die Rache des Aalgottes fürchteten. Schließlich traf sie Māui, dessen Mutter Taranga ihn dazu drängte, die Göttin zur Frau zu nehmen.
Als die Menschen in der Umgebung erfuhren, dass Māui Hina zur Frau genommen hatte, gingen sie zu Tuna, um es ihm zu sagen. Zunächst kümmerte sich Tuna nicht darum, aber die Leute ärgerten ihn so sehr, dass er schließlich schwor, seine Frau von Māui zurückzugewinnen.
Zusammen mit vier Gefährten eilte Tuna, getragen von einer riesigen Welle, zu Māuis Haus. Doch Māuis Macht ließ die Welle zurückschlagen und ließ Tuna und seine Gefährten an den Riffen stranden. Māui tötete drei von Thunas Gefährten, während einer mit einem gebrochenen Bein davonkam. Tuna selbst wurde von Māui verschont.
Tatsächlich lebte Tuna eine Zeit lang in Frieden in Māuis Haus. Doch eines Tages forderte Tuna Māui zu einem Duell heraus. Jeder sollte abwechselnd in den Körper des anderen springen und versuchen, ihn zu töten. Wenn Tuna Māui tötete, würde Tuna seine Frau zurückbekommen. Tuna war zuerst an der Reihe: Er machte sich klein und trat in Māuis Körper ein. Als er wieder herauskam, war Māui unversehrt. Nun war Māui an der Reihe: Māui machte sich klein und drang in Tunas Körper ein, um ihn zu zerreißen. Māui schlug Tunas Kopf ab und vergrub ihn auf Anraten seiner Mutter in einer Ecke seines Hauses.
Mit der Zeit spross ein Trieb aus dem vergrabenen Kopf von Tuna und wuchs zu einer Kokospalme heran. So kam die Menschheit zur Kokosnuss.

## Hawaii

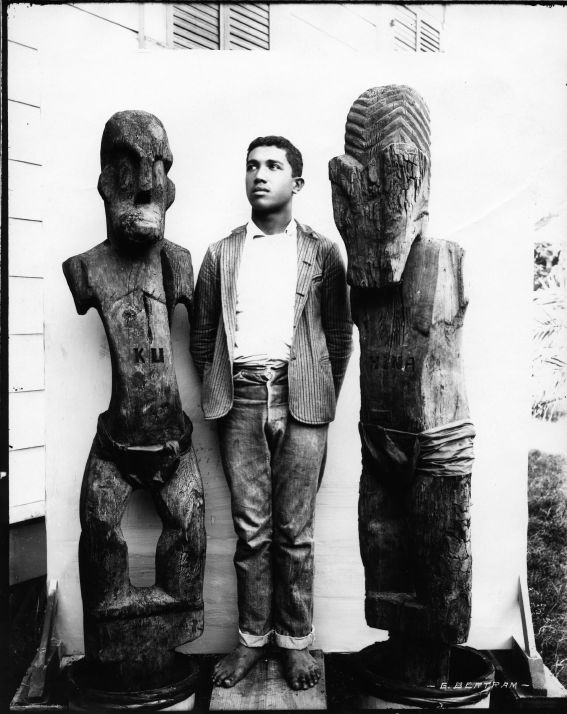
Aus Holz geschnitzte kiʻi von Hina (rechts) und Kūkaʻilimoku (links)

Selbst innerhalb der hawaiischen Mythologie kann sich Hina auf mehrere verschiedene Göttinnen beziehen. Die Unterscheidung zwischen diesen Gottheiten kann mehrdeutig sein und ist sehr umstritten. Es gibt jedoch drei spezifische hawaiische Gottheiten mit dem Namen Hina, die weithin bekannt sind und voneinander unterschieden werden können. Hina von Hilo ist am besten als die Mutter des hawaiischen Helden Māui bekannt. Hina, die Frau von Akalana, ist als Göttin des Mondes bekannt. Mahina, das hawaiische Wort für Mond, ist vom Namen der Göttin abgeleitet. Die Frau Hina-au-kele wurde ebenfalls nach Hina benannt, und der vollständige Name der Frau Hineuki war Hinakeʻuki. Zu den Gefährtinnen von Hina gehören Häuptling ʻAikanaka, Himmelsvater Wākea und/oder Akalana, mit denen sie mehrere Kinder gebar, darunter Māui.
Die Verehrung von Hina ist eine lange Tradition des hawaiischen Volkes auf mehreren Inseln. Archäologen haben Überreste eines Hina geweihten Heiaus im Kalaupapa National Historical Park auf der hawaiischen Insel Molokaʻi entdeckt. In einigen der hawaiischen Legenden lebte die Göttin auf Kauiki, einem Ausläufer des schlafenden Vulkans Haleakalā an der Südostküste der Insel Maui. Eine andere Behauptung besagt, dass die Legenden von Hina mit den alten Einwanderern an die Hilo-Küste gebracht wurden, aber die Geschichten sind so alt, dass die Hawaiier ihr ursprüngliches Land vergessen haben und Hilo als ihre einzige Heimat ansehen.
William Drake Westervelt beschrieb die Legende:
Der Ort, an dem Kuna wohnte, hieß Wai-kuna, „das Kuna-Wasser“. Der Fluss, in dem Hina und Kuna wohnten, trug den Namen Wailuku, „der Fluss des zerstörerischen Wassers“. Hina rief Maui um Hilfe an. Maui kam schnell und schuf mit mächtigen Schlägen einen neuen Kanal für den Fluss. Maui ging über das Haus von Kuna und goss heißes Wasser in den Fluss. Dieser Teil des Mythos könnte leicht durch einen Lavaausbruch an der Seite des Vulkans oberhalb des Flusses entstanden sein. Das heiße Wasser schwappte in einer Flut über Kunas Haus. Kuna sprang von den kochenden Wasserbecken über eine Reihe kleiner Wasserfälle in der Nähe seines Hauses in den Fluss darunter. Hier verbrühte ihn das heiße Wasser erneut, und vor Schmerzen sprang er vom Fluss ans Ufer, wo Maui ihn mit einem Knüppel erschlug. Sein Körper wurde den Fluss hinunter über die Wasserfälle, unter denen Hina wohnte, in den Ozean gespült.

### Legenden von Hina und Māui
Viele Geschichten über die Göttin Hina, insbesondere im Zusammenhang mit dem Mond, finden sich in Kapitel 15 („Hina Myths“) von Martha Beckwiths Hawaiian Mythology.
Die legendäre Geburt von Hina's Sohn, Māui, wird als eine übernatürliche Empfängnis beschrieben, nachdem Hina einen roten Lendenschurz trug, den sie am Meeresufer fand. Nach der Geburt wickelte Hina Locken ihres Haares um ihren kleinen Sohn und legte ihn auf ein Bett aus limu kala, das von Quallen im Meer gestützt wurde. Māui reiste dann nach Kuaihelani, wo er seine berühmten Kräfte erwarb. Die Legende besagt, dass Māui nach seiner Rückkehr unglaubliche Taten vollbrachte, wie z. B. verlangsamt die Sonne, um die Tage für Hinas Arbeit länger zu machen.
Die Geschichte von Hina und ihrem Aufstieg zum Mond findet sich in den Geschichten vieler polynesischer Gruppen, einschließlich derer von Samoa, Neuseeland, Tonga, den Hervey-Inseln, den Schicksalsinseln, Nauru und anderen pazifischen Inselgruppen wie den Maluku-Inseln in Melanesien. Es ist umstritten, auf welche Hina sich die Geschichte bezieht, aber einige Geschichten deuten darauf hin, dass es sich bei dieser Legende um Hina, die Frau eines Häuptlings namens Aikanaka, handelt und nicht um Hina, die Frau von Akalana, dem Vater von Māui.

## Samoa
In Samoa wird der Name Sina in vielen verschiedenen Geschichten der Mythologie verwendet. Ein Beispiel ist die Legende Sina und der Aal, die mit dem Mata o le Alelo-Pool auf der Insel Savai'i verbunden ist.

## Osterinsel (Rapa Nui)
In der Mythologie von Rapa Nui nimmt Hina die Gestalt von Hina-Oio an, einer Göttin der Meerestiere, die mit Atua-Metua verheiratet war.

## Hina in der Literatur
Richard Adams schrieb ein Gedicht, das die Tahitian-Geschichte von Hina und Māui nacherzählt und als Buch veröffentlicht wurde, The Legend of Te Tuna.
Auch in seinem populären Buch Die sieben Töchter Evas verwendet Bryan Sykes den Namen Hina (darin „Ina“ geschrieben), um die Clan-Matriarchin der mtDNA zu bezeichnen Haplogruppe B.

## Hina in der populären Musik
David Lee Roth nahm einen Song namens „Hina“ auf, der auf dem 1988 erschienenen Hardrock-Album Skyscraper enthalten ist.
Die Technical-Death-Metal-Band Gorod hat auf ihrem 2018 erschienenen Album Æthra ein Lied namens „Hina“ aufgenommen.